# 丸地守
丸地 守（まるち まもる、1931年10月24日 - ）は、日本の詩人。

## 略歴
愛知県豊橋市生まれ。中央大学法学部卒。2001年現代詩人会理事長を務めた。

## 著書
- 『丸地守詩集』(日本現代詩人叢書 芸風書院 1983
- 『幻夢断章 詩集』青い花社 1985
- 『死者たちの海の祭り 詩集』すばる書房 1988
- 『深夜の牛 詩集』書肆青樹社 1995
- 『拒む鳥 丸地守詩集』日本現代対訳(英・韓)詩人叢書 書肆青樹社 1996
- 『痛位 詩集』書肆青樹社 2004
- 『系譜 丸地守詩集』書肆青樹社 2009
- 『乱反射考・死精 丸地守詩集』書肆青樹社 2011
- 『微笑む星はまだ残っているか 丸地守詩集』土曜美術社出版販売 2015

### 共著
- 『青い憧れ 日・韓戦後世代100人詩選集』(世界詩人叢書) 李是煥,姜晶中共篇訳 書肆青樹社 1995